# Nightbitch
Nightbitch är en amerikansk skräck- och komedifilm som hade premiär den 7 september 2024 på Toronto International Film Festival. Filmen är regisserad av Marielle Heller, efter ett manus skrivet av Heller och Rachel Yoder.

## Handling
Filmen handlar om en kvinna som väjer att ta en paus från sin karriär för att bli hemmafru. Beslutet leder bland annat till att hon märker den bisarra men ofrånkomliga känslan av att hon förvandlas till en hund nattetid.

## Rollista (i urval)
- Amy Adams - mamman
- Scoot McNairy - mannen
- Zoë Chao - Jen
- Mary Holland - Miriam
- Ella Thomas - Naya